# Carl-Christian Demke
Carl-Christian Demke (* 1963 in Oranienburg) ist ein deutscher Hörspiel- und Drehbuchautor.

## Werdegang
Nachdem Carl-Christian Demke von 1980 bis 1982 an der Komischen Oper Berlin eine Ausbildung zum Beleuchter absolviert hatte, studierte er von 1987 bis 1991 Regie an der Hochschule für Schauspielkunst Ernst Busch in Berlin.
Seit 2005 ist er als Drehbuchautor in Berlin tätig.

## Drehbücher
- 1997: Der Kapitän; Folge: Im Vorhof der Hölle (zusammen mit Werner Masten)
- 1998–1999: Benzin im Blut
- 2001: SOS Barracuda – Auftrag: Mord
- 2002–2003: Körner & Köter
- 2003: Spurlos – eine Baby verschwindet
- 2004–2006: Kommissar Rex
- 2007: Noch ein Wort und ich heirate dich
- 2008: Die Hitzewelle
- 2008: Mein Schüler, seine Mutter und ich
- 2009: Das fremde Mädchen
- 2010–2012: Nordisch Herb, Serienlayout und Headwriter
- 2011: Restrisiko
- 2013: Zwischen den Zeiten
- 2013–2017: Die Spezialisten – Im Namen der Opfer, Serienlayout und Headwriter der Staffeln 1. – 3.
- 2018: Usedomkrimi – Strandgut
- 2018: Tsokos – Zerschunden & Zerbrochen
- 2018: Tsokos – Zersetzt
- 2022: Theresa Wolff – Waidwund
- 2023: Theresa Wolff – Der schönste Tag
- 2023: Theresa Wolff – Dreck!
- 2024: Theresa Wolff – Lost

## Hörspiele
- 1990: Georg Büchner und Carl-Christian Demke: Franz (Vorlage: Woyzeck (Drama), Franz (Drama)) – Regie: Wolfgang Rindfleisch (Hörspielbearbeitung – Rundfunk der DDR)
- 1990: Gespräch über das Hörspiel Franz: Gesprächsleiterin: Ute Pinkert; Gesprächspartner: Carl-Christian Demke, Uwe Petzold und Ralf Kinder (Rundfunk der DDR)
- 1990: Almut Biallas und Carl-Christian Demke: Die Sackgasse. Eine Straße wie jede andere – Regie: Wolfgang Rindfleisch (Original-Hörspiel – Rundfunk der DDR)

## Auszeichnungen
2016: Die Spezialisten – Im Name der Opfer, Winner TV-Series Award 2016, European Science TV and New Media Festival, Lissabon